# Luis Pinzón
Luis Pinzón (Acapulco, Acapulco, actual Estado de Guerrero, 1792-Atoyac, 10 de junio de 1863) fue un militar mexicano que participó activamente en las batallas acaecidas junto a los liberales en el Estado de Guerrero. Inició como capitán en los ejércitos de José María Morelos y Pavón y termina encargado de las tropas que combaten la invasión en contra del ejército estadounidense

## Biografía
Pinzón fue un pescador y arriero que nació en el Estado de Guerrero y que posteriormente pasó a trabajar a la localidad de Tepecoacuilco, donde conoció a José María Morelos gracias a Ignacio Ayala, con quien trabajaba, y se unió a la lucha revolucionaria. Luis Pinzón se le reconoce por su heroísmo en los inicios de la Revolución de Independencia y que junto a sus hijos Eutimio Pinzón, Eugenio Pinzón y Felipe Pinzón lucharon por ideología de libertad en gran número de batallas de Ayutla,  la Reforma y en contra de intervenciones extranjeras.

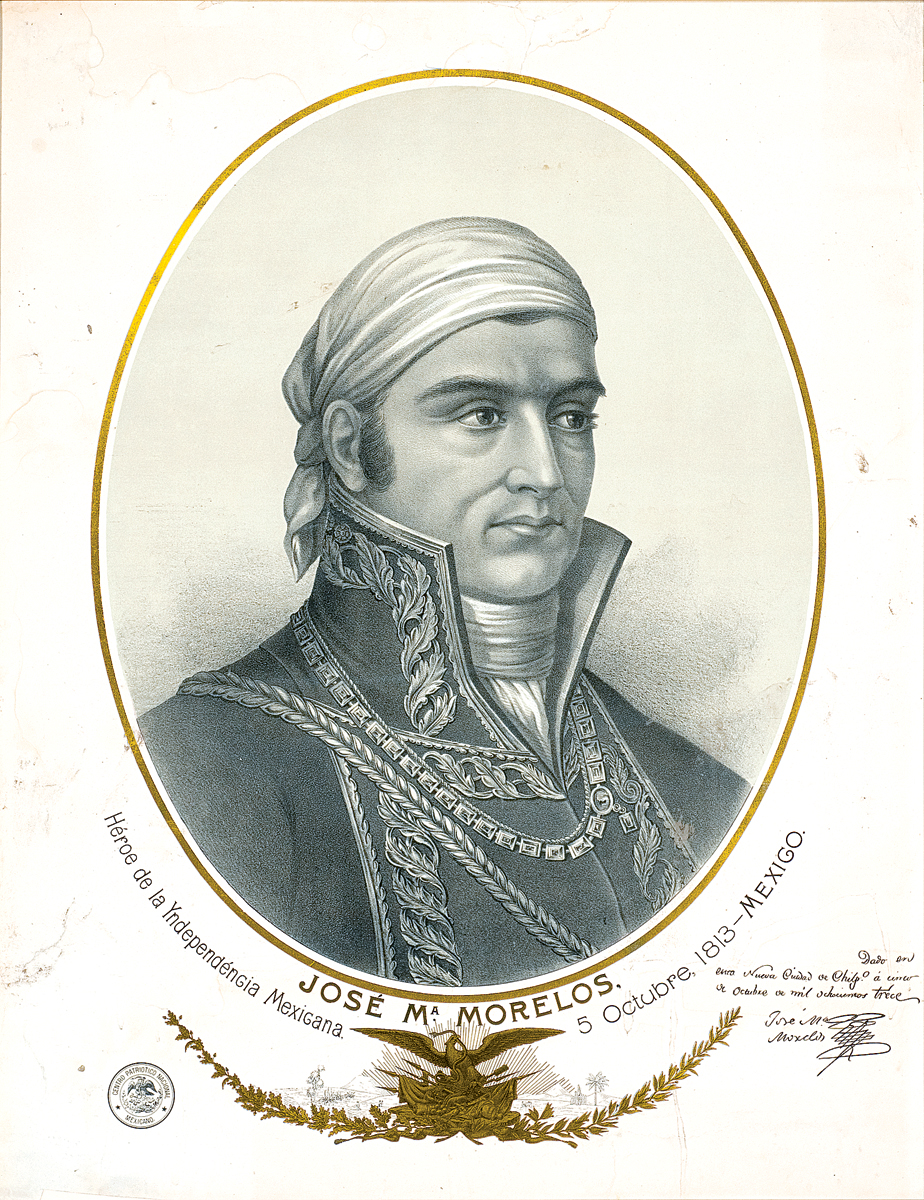
Luis Pinzón fue parte de las tropas de Morelos

## Su lucha por la independencia
Sus primeros años y hasta su adolescencia fue un pescador en el Estado de Guerrero, fue en su juventud cuando se unió a la corriente revolucionaria junto a Francisco Hernández y Francisco Moctezuma (el 25 de octubre de 1810) en el Regimiento de Nuestra Señora de Guadalupe. Ya dentro del Regimiento, en ese mismo año, participó en el combate contra los realistas en el El Tule y en La Peana. En 1811, bajo el liderazgo de Julián de Ávila y Hermenegildo Galeana combatió en la toma de Acapulco que terminó siendo fallida. Posteriormente, subió a grado de sargento y siguió combatiendo en Tres Palos, La Sabana, Chichihualco y Las Cruces.
Pinzón es reconocido por la valentía en que combatía en cada batalla, las que destacaron fueron las que se llevaron a cabo en las localidades de Tixtla, Tlapa, Chilapa, Oaxaca y Ometepec, además del Fuerte de San Diego el 20 de agosto de 1813, en el cual, fue nombrado capitán. Después del asesinato de Hermenegildo Galeana en El Salitral, en el municipio de Coyuca de Benítez, Luis Pinzón se integró a las tropas lideradas por Vicente Guerrero y subió de rango a Teniente Coronel el 1 de octubre de 1817.

## En Tierra Caliente

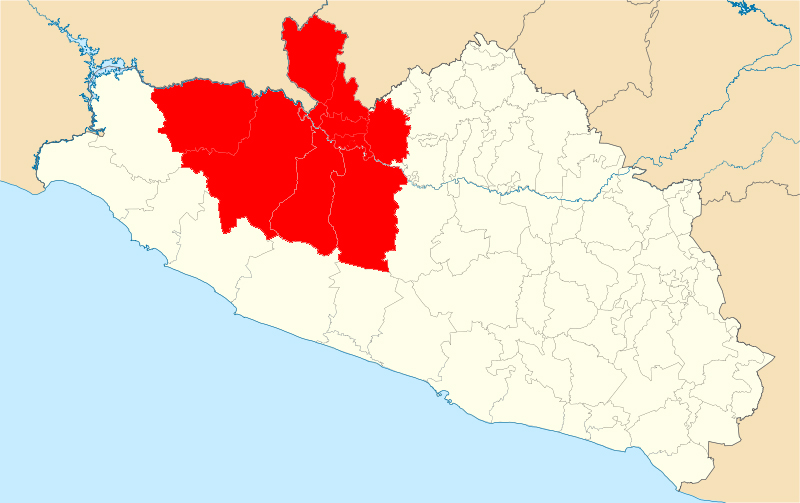
Tierra Caliente del Estado de Guerrero

El 16 de diciembre de 1820, Luis Pinzón obtuvo el grado de coronel y participó en la adhesión al Plan de Iguala y en el surgimiento y entrada a la Ciudad De México del Ejército Trigarante el 27 de septiembre de 1821. En Tecpan de Galeana, ya consumada la emancipación, siguió participando en el ejército como jefe de sector en la misma localidad junto con Acapulco y la Costa Chica. Después de que Vicente Guerrero llegó a la presidencia, Pinzón subió al cargo de General de brigada efectivo. Para el año 1842, cuando se dividió la Comandancia del Sur en tres partes con Santa Anna; la Costa Grande la dejó a cargo del general Juan Álvarez, la Costa Chica a Florencio Villareal y Luis Pinzón quedó al mando de la zona de Tierra Caliente y Centro del Estado de Guerrero. Pinzón, el día 18 de abril de 1847, encabezó la batalla en contra de Estados Unidos de América por la invasión a México; él y sus hijos Eutimio Pinzón, Eugenio Pinzón y Felipe Pinzón junto con un batallón de coyuquenses, llegaron primero a hacer frente al ejército estadounidense. Ya en 1854, Luis Pinzón otorgó el apoyo a Juan Álvarez uniéndose al Plan de Ayutla. Se refiere que Eutimio, hijo de Luis Pinzón, luchó arduamente por el Plan de Ayutla en 1847 junto con su padre y sus hermanos, proclamado por Florencio Villareal con el apoyo de Juan Álvarez.

## Retiro
Luis Pinzón se retira por edad del ejército y comienza una vida en su lugar de nacimiento, donde se hizo propietario de varios terrenos, uno de los cuales es conocido actualmente como Cerro de la Pinzona, en memoria a una familiar descendiente.

## Fallecimiento
En sus últimos días vivió en Corral Falso después de llevar una vida llena de batallas y ser hombre armas. Se le recuerda por su valentía y por la educación que pudo darles a sus hijos llena de los valores de justicia, libertad y patriotismo.